# کیا لواشیر
نصرت الدین ابومظفر کیا لیوشیر یکی از فرمانروایان اسپهبدان گیلان بود.

## زندگی‌نامه
مشخص است که کیا در زمان شاعر پارسی گوی، خاقانی، زندگی می‌کرده است که در آثار خود توجه زیادی به کیا داشته است. به‌طور خاص، خاقانی گفته است که کیا چندین هفته به او کمک کرد و از او مراقبت نمود. او دو هزار دینار طلا و هدایا برایش فرستاد. مینورسکی پنجم معتقد بود که کیا لیواشیر یکی از اسپهبدان مغان و صاحب شیندان و آرچوان بوده است. به دلیل موضع سیاسی تند او نسبت به خوارزمشاهیان، سوء قصدی به کیا لیواشیر صورت گرفت که طی آن او در سنین جوانی به طرز وحشیانه‌ای کشته شد.